# Leysdown-on-Sea
Leysdown-on-Sea è un villaggio con status di parrocchia civile dell'Inghilterra, appartenente alla contea del Kent e situato nell'isola di Sheppey.